# Punkt Erba

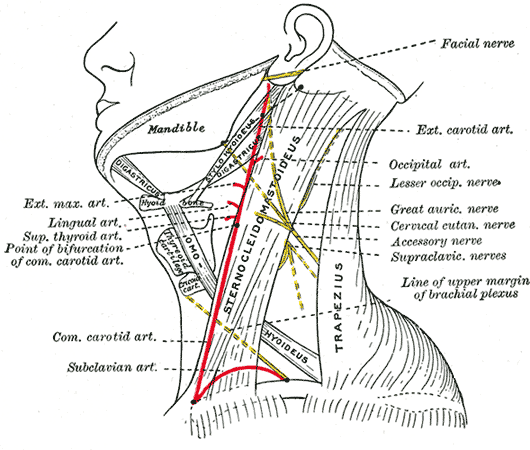
Bok szyi, widoczny punkt nerwowy (punkt Erba)

W anatomii topograficznej człowieka, pojęcie punktu Erba odnosi się do dwóch, niezwiązanych ze sobą miejsc:
1. Punkt Erba – anatomiczny punkt orientacyjny położony na powierzchni klatki piersiowej, zlokalizowany przy lewej krawędzi mostka w trzeciej przestrzeni międzyżebrowej (według niektórych źródeł jest to czwarta przestrzeń międzyżebrowa[1]). Punkt Erba leży w rzucie zastawki dwudzielnej. Zastawkę dwudzielną osłuchuje się w V przestrzeni międzyżebrowej, przyśrodkowo od linii obojczykowej środkowej, gdzie też słyszalne są szmery związane z jej niedomykalnością. Szmery te ‘migrują’ do lewego dołu pachowego, który osłuchuje się również w podejrzeniu niedomykalności mitralnej. Punkt Erba jest miejscem osłuchiwania szmerów powstałych w VSD (ventricular septal defect), czyli ubytku przegrody międzykomorowej. Turbulentny przepływ krwi z lewej komory (w której panuje wyższe ciśnienie) do komory prawej jest powodem powstania słyszalnego szmeru. Słyszalne w tym punkcie są również nieprawidłowości związane z niedomykalnością zastawki aortalnej[2]
2. Punkt Erba (punkt nerwowy, punctum nervosum) – miejsce wyjścia gałęzi skórnych splotu szyjnego, między innymi nerwu usznego wielkiego, nerwu potylicznego mniejszego, nerwu poprzecznego szyi, nerwów nadobojczykowych spod tylnego brzegu mięśnia mostkowo-obojczykowo-sutkowego. Miejsce to znajduje się mniej więcej na wysokości trzeciego kręgu szyjnego (C3). Od punktu Erba nerwy rozchodzą się wachlarzowato.

Obie nazwy upamiętniają niemieckiego lekarza, Wilhelma Heinricha Erba.